# 軍服 (トルコ)

17世紀後半のイェニチェリ

トルコの軍服（トルコのぐんぷく）はオスマン帝国からトルコ革命によるトルコ共和国の建国（1923年）、そして以降現在に至るトルコの軍隊で使用された服装。

## 近世ヨーロッパとオスマン帝国

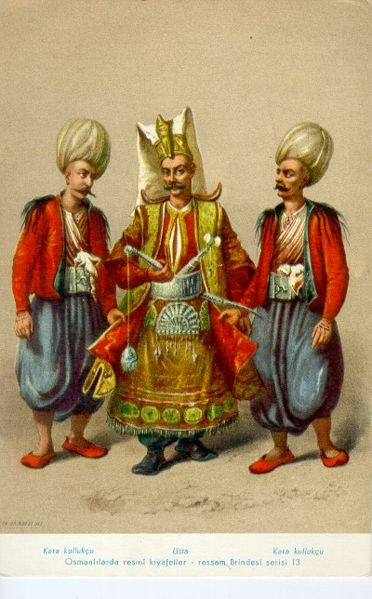
頭にはターバンを、腹にサッシュを巻いたイェニチェリ

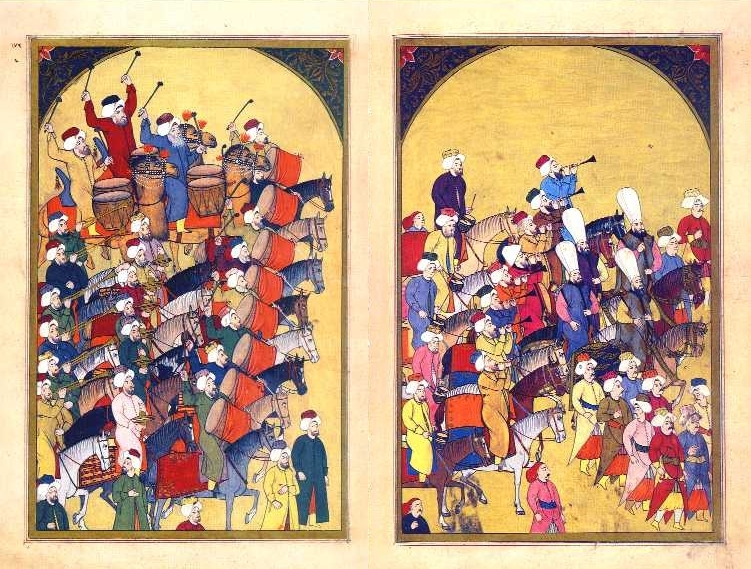
オスマン帝国軍楽隊

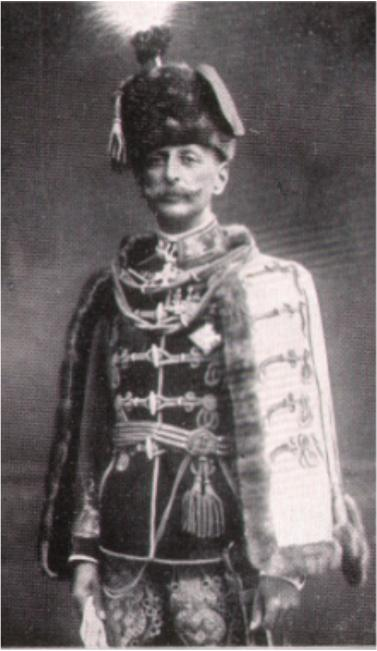
オーストリア・ハンガリー帝国のハンガリー系将官。

オスマン帝国が全盛を誇っていた16世紀から17世紀にかけてのトルコの文化は、服飾を含めて当時のヨーロッパに大きな影響を与えていた。そのため、中世から近世への変革期だったヨーロッパの軍隊にはその制度や服装が多く取り入れられ、現在に至っている。

ヨーロッパへの影響
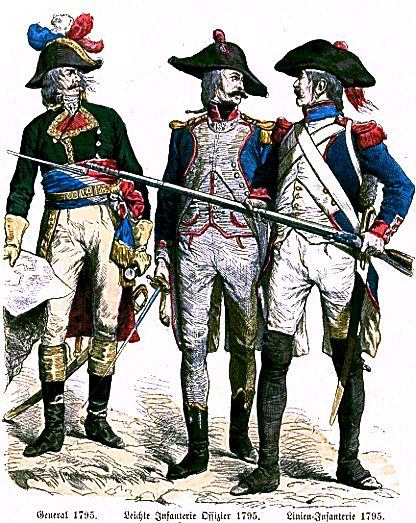
革命期のフランス軍。左の将官は腹にサッシュを巻いている。
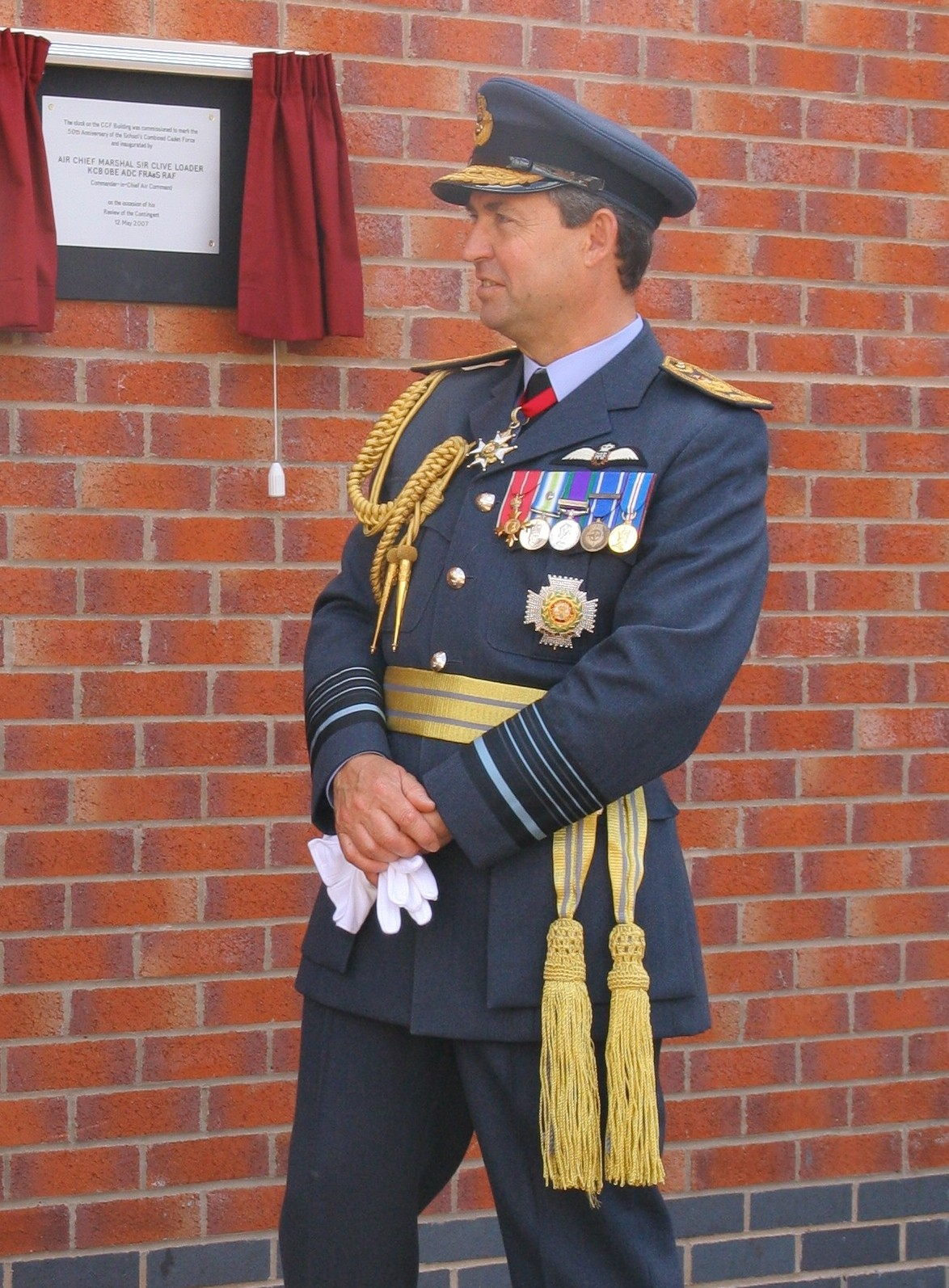
イギリス空軍将官。正装時にはサッシュを巻く。
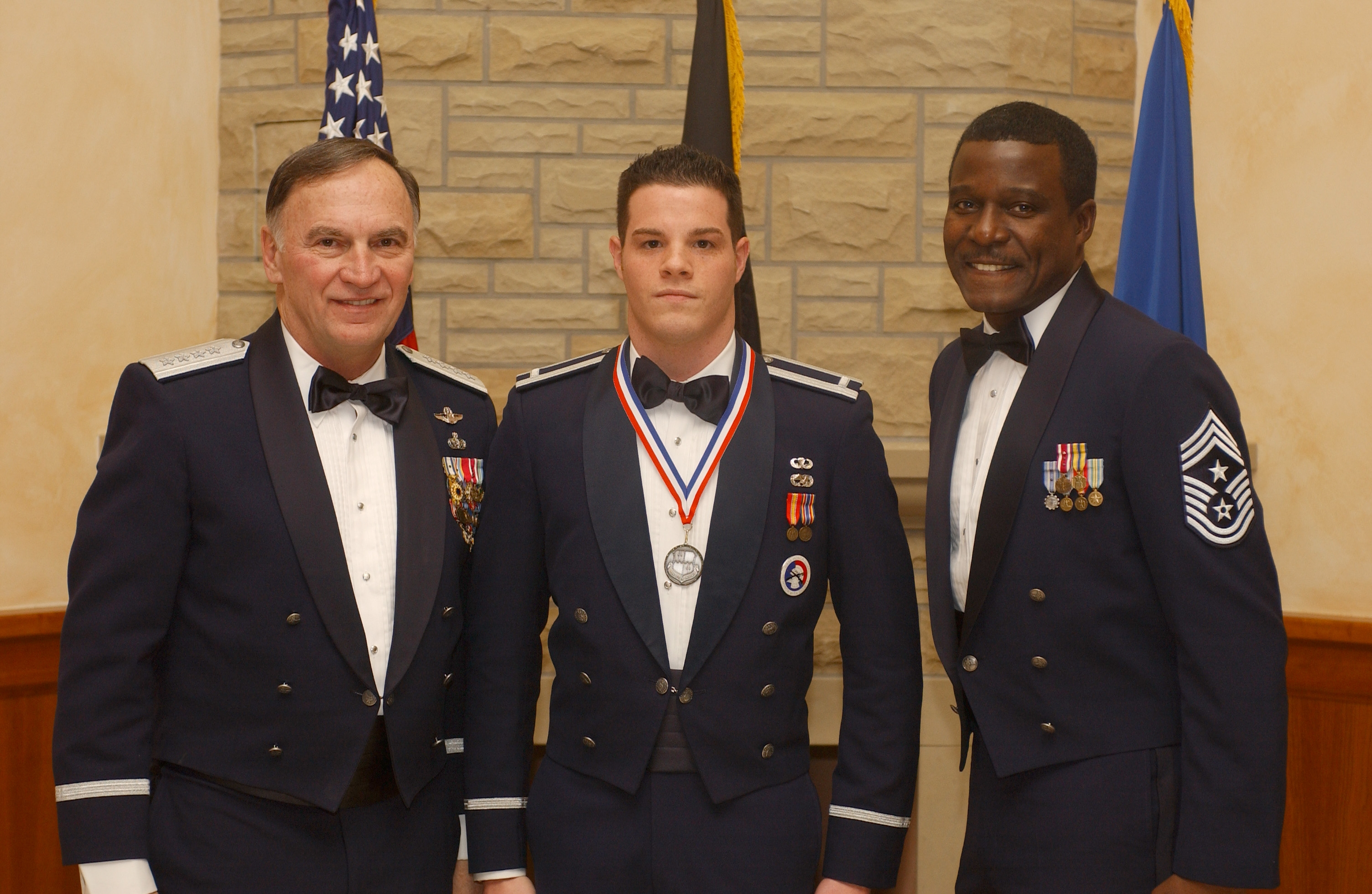
メスジャケットの下にカマーバンドを着用した、メスユニフォームの米空軍の将校と上級下士官。
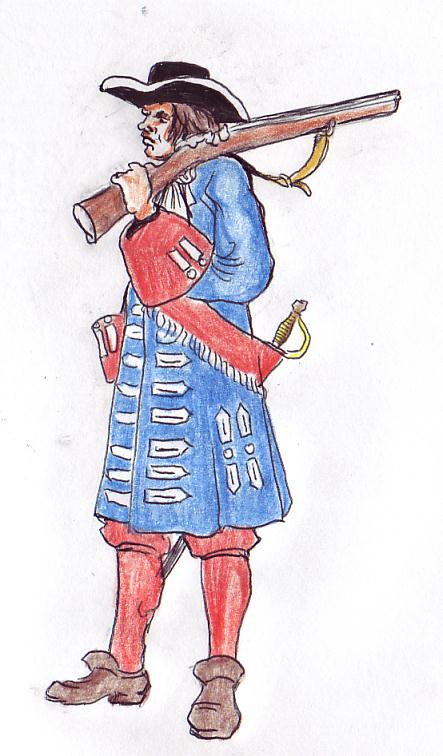
肩からサッシュを掛けた17世紀のフランス兵。
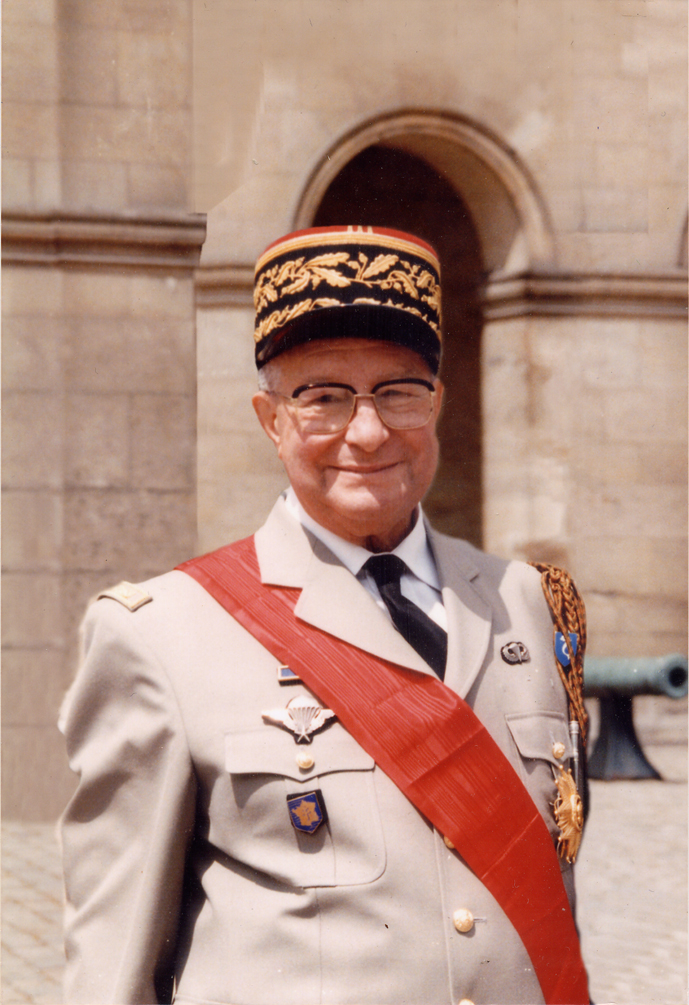
レジオンドヌール勲章グランクロワ章（大綬章に相当）を佩用したフランス軍将官。
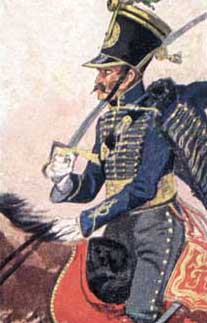
18世紀末或は19世紀初頭のオーストリア軽騎兵。ドルマンの上にペリセを羽織り、腹にサッシュを巻き、シャコー帽を被った当時の典型的な軽騎兵の服装である。
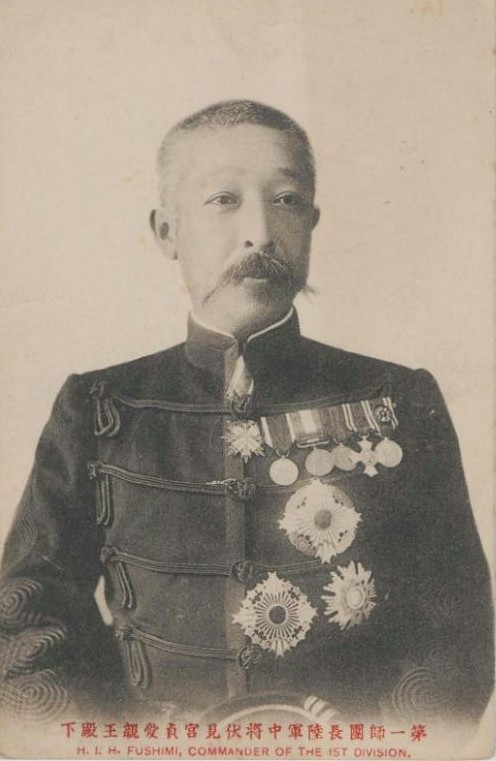
明治時代に使われていた日本陸軍のドルマン式軍装。
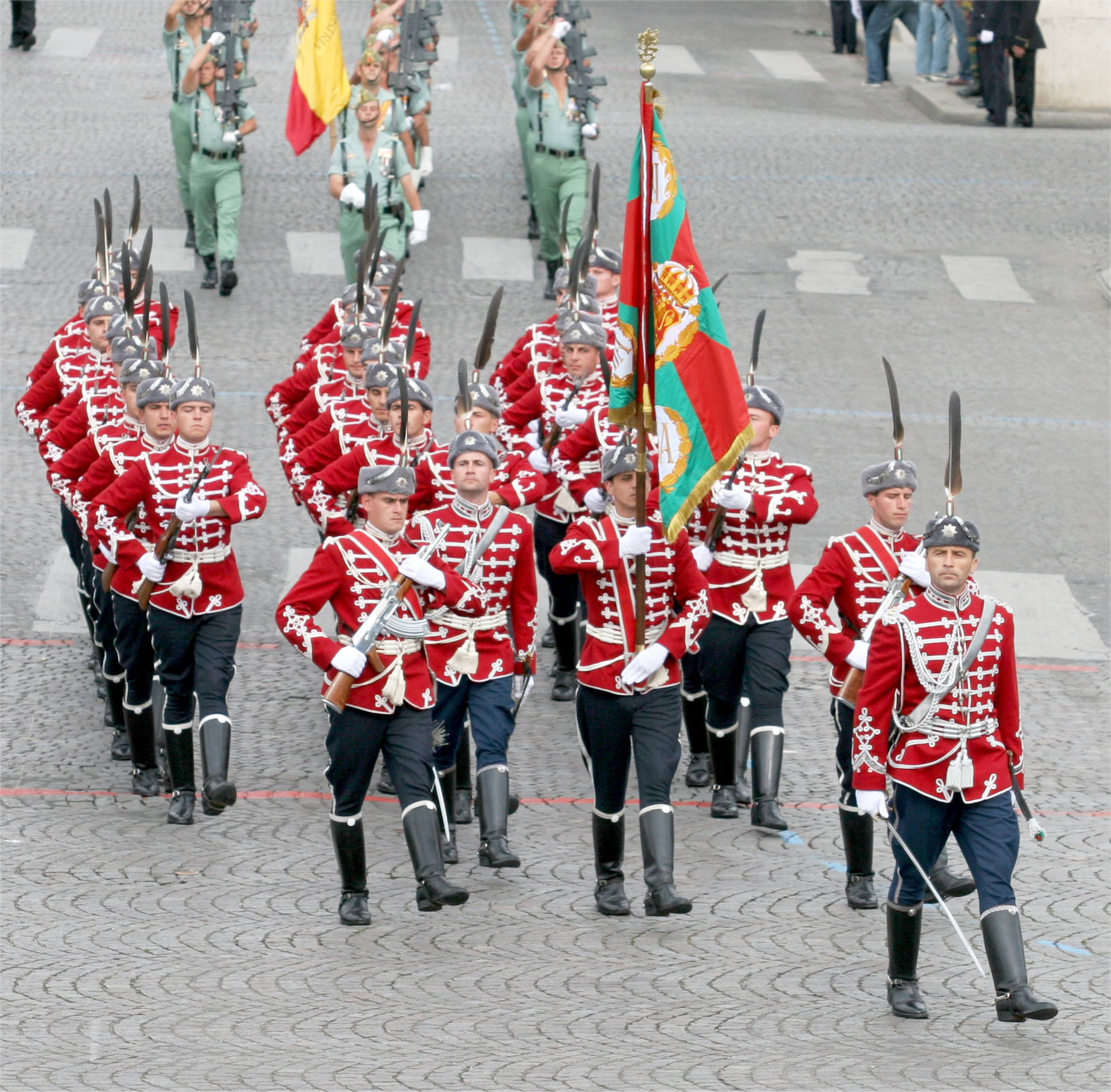
ブルガリアの衛兵隊。
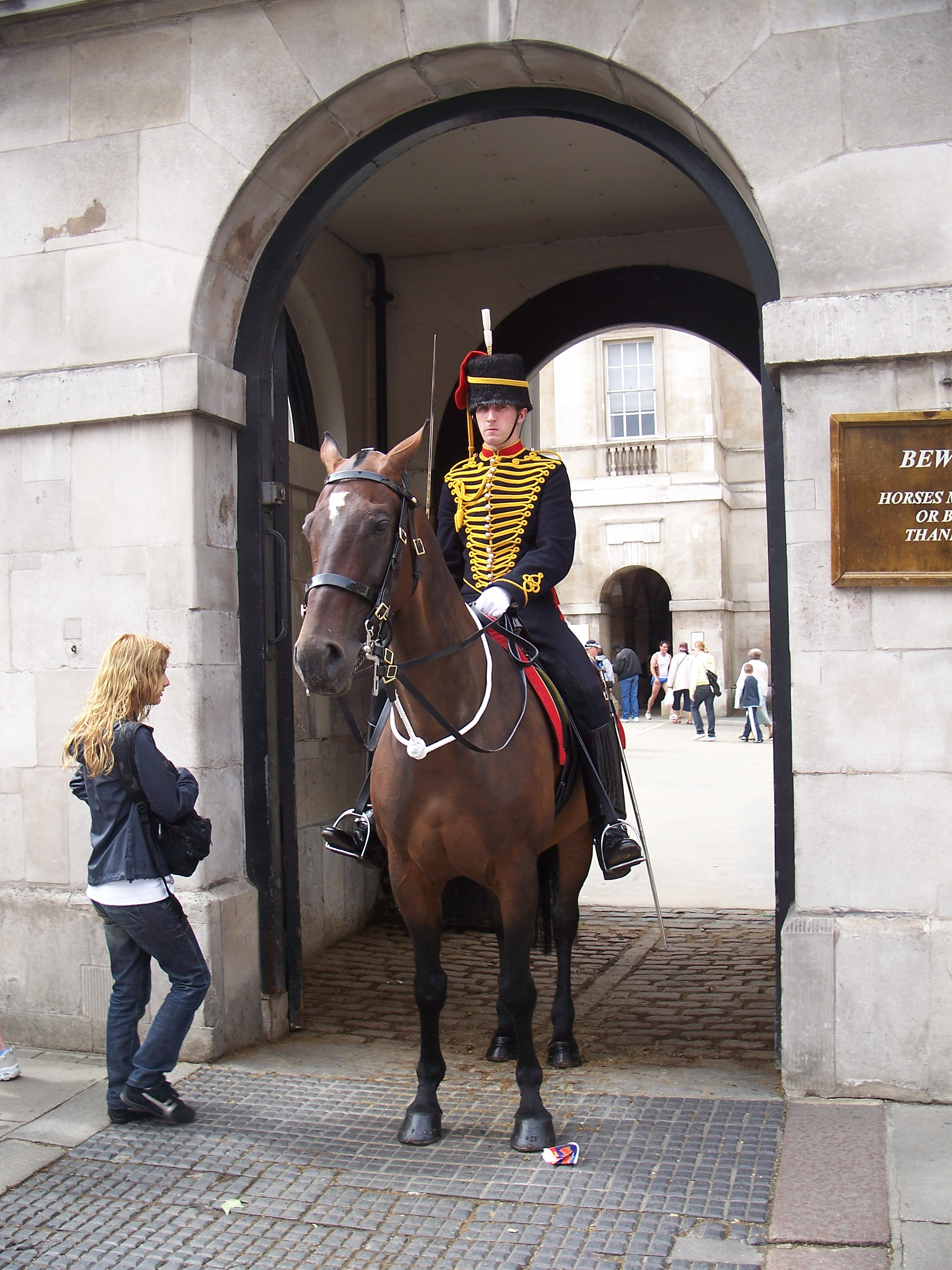
ドルマンを着用してバスビーを被ったイギリス王立騎馬砲兵・国王中隊兵士。
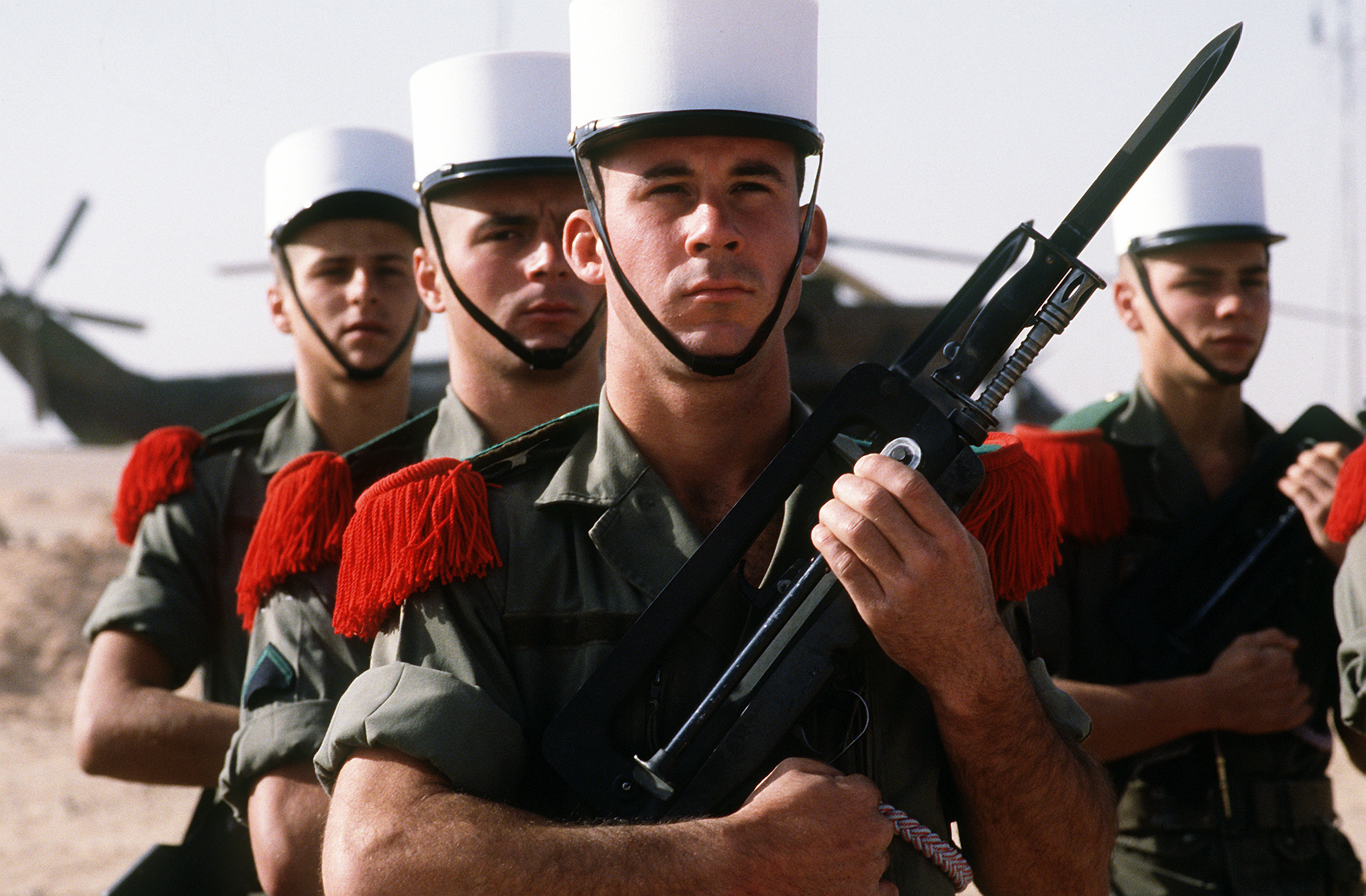
ケピ帽を被ったフランス外人部隊兵士。
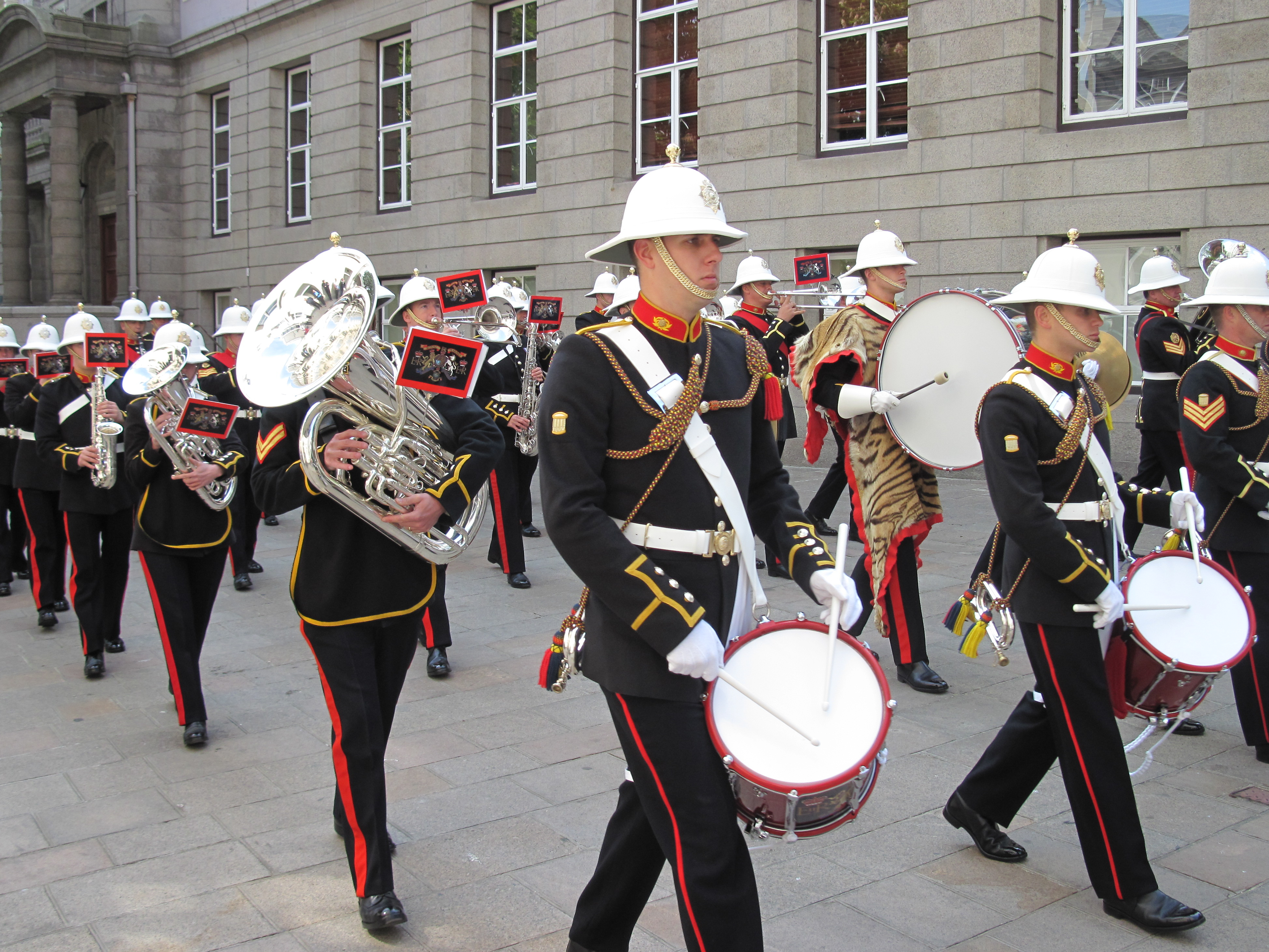
イギリス海兵隊軍楽隊。

## タンジマート改革と洋式軍服の導入

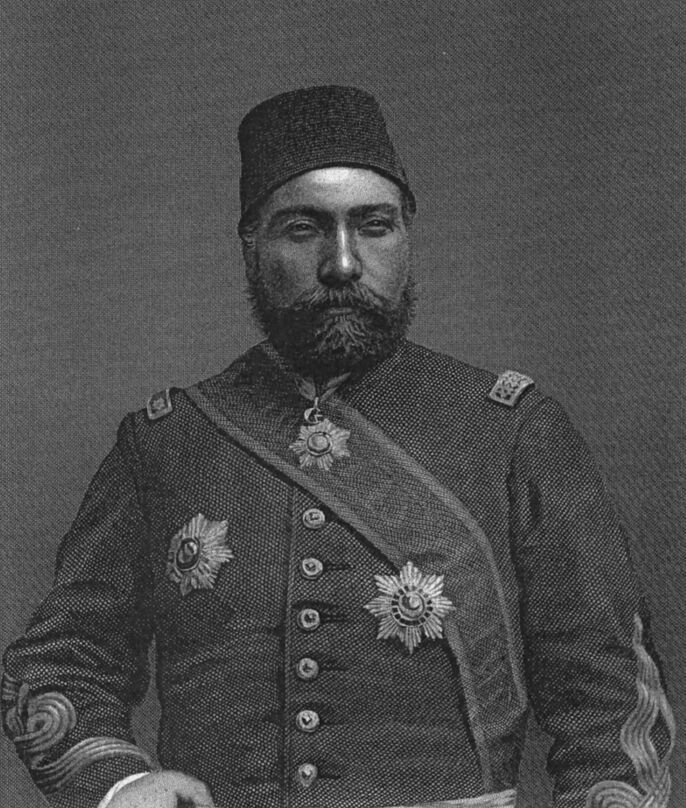
「プレヴネの英雄」ガーズィ・オスマン・パシャ
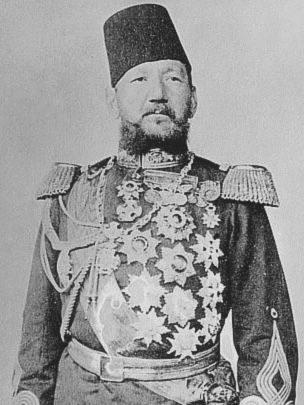
「デリ」フアド・パシャ
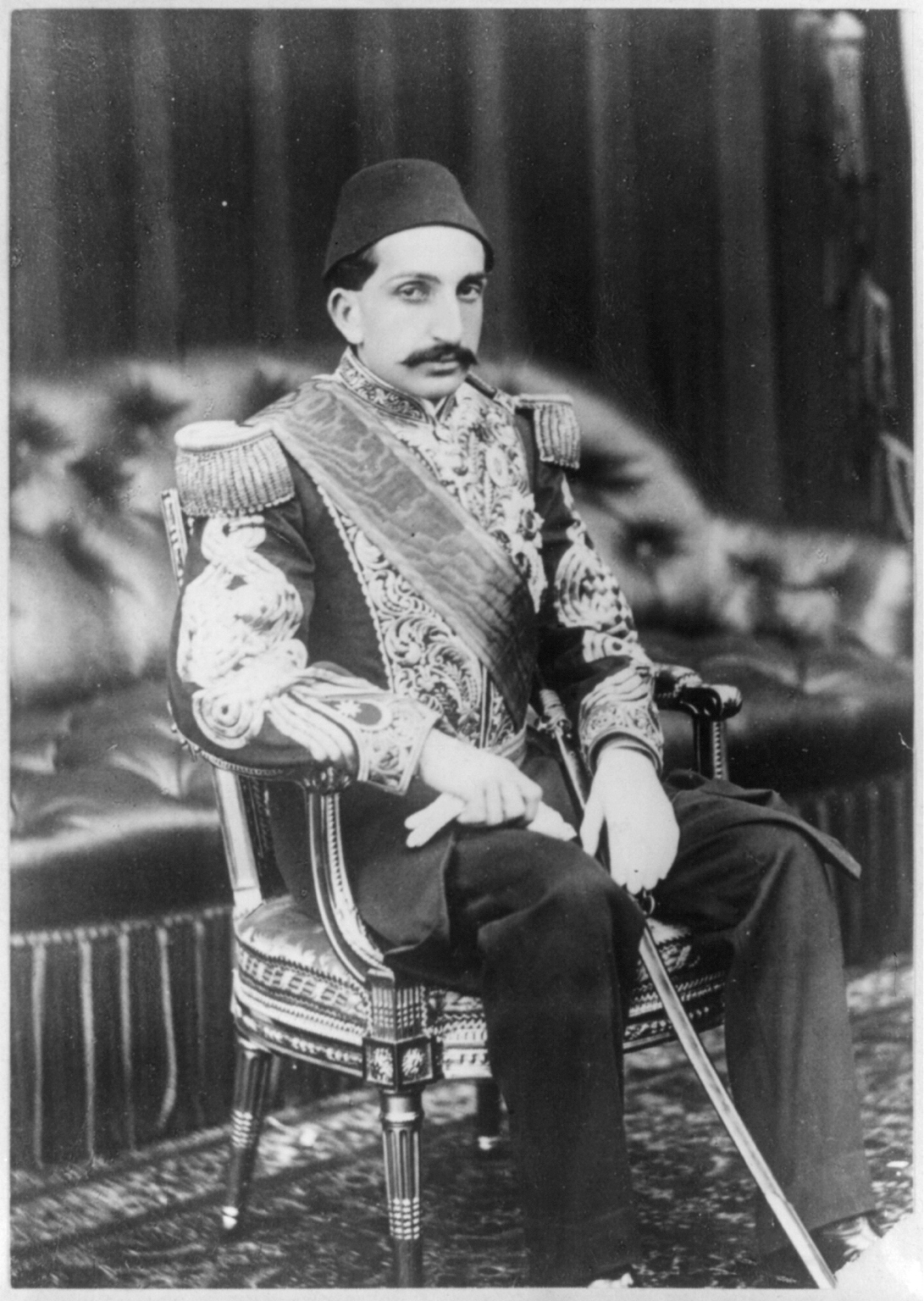
軍服姿のアブデュルハミト2世、1890年。
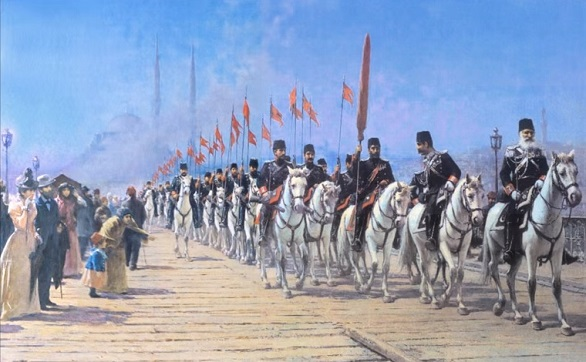
エルトゥールル騎兵連隊
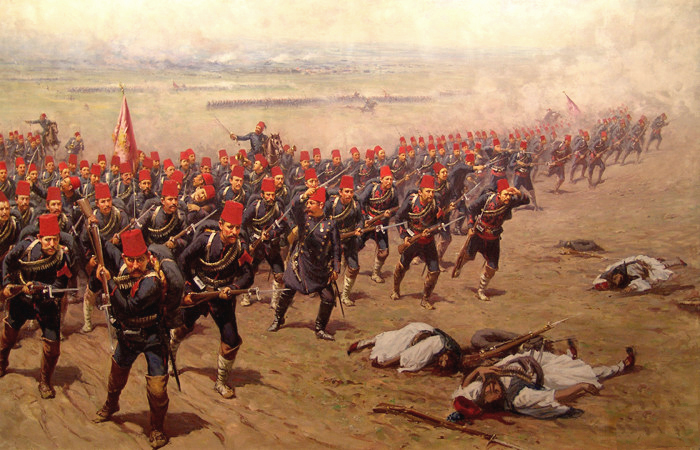
デョメケの戦い、希土戦争

## ドイツ式軍服の導入～第一次世界大戦前後
20世紀に入り、ロシア帝国が主導する汎スラヴ主義への対抗からオスマン帝国はドイツ帝国との提携を強め、第一次世界大戦もドイツ・オーストリア側に立って参戦した。このことは軍服にも反映し、特に陸軍の軍服には折襟仕立ての上着、肩章、長靴などにドイツ軍の影響を強く受けたものが着用されるようになり、またドイツ軍が大戦中に開発したヘルメットも導入された。ただ、生地色にはドイツ軍の戦闘軍装に一般的な緑灰色ではなくカーキ色が用いられ、また制帽には引き続きフェス帽が用いられた。1910年8月3日の軍帽令により、将校は勤務日および公式の休日にカーキ色のアストラハン・カルパクの着用を義務付けられた。第一次世界大戦中、陸軍ではフェズが廃止され「ラズ帽」として知られていたタイプの帽子が採用され、エンヴェル・パシャの名前をとって「エンヴェリイェ」と呼ばれるようになった。また、海軍では、ジェマル・パシャが新しいタイプの帽子を採用し「ジェマリイェ」と呼ばれた。

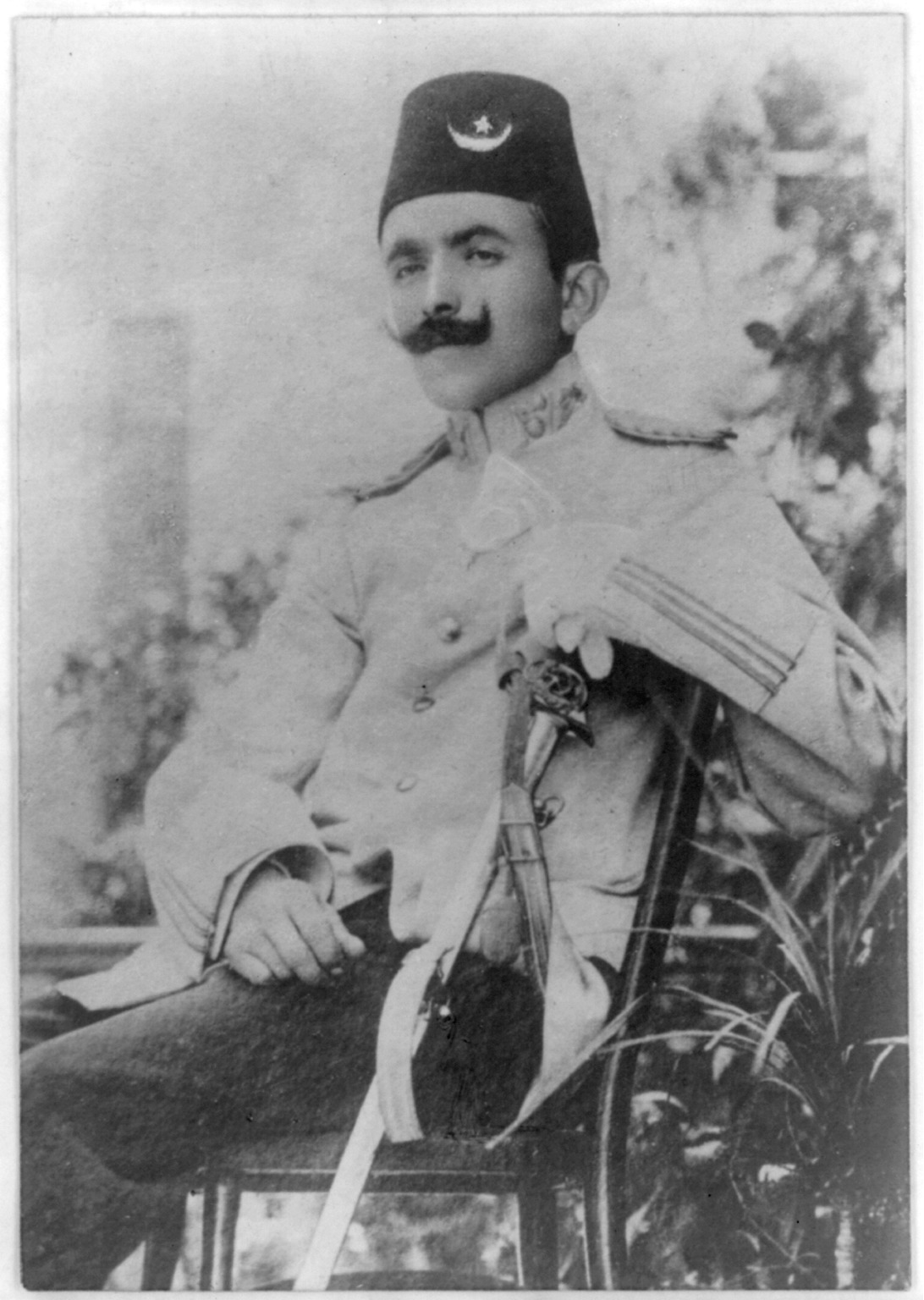
フェズを着用するエンヴェル
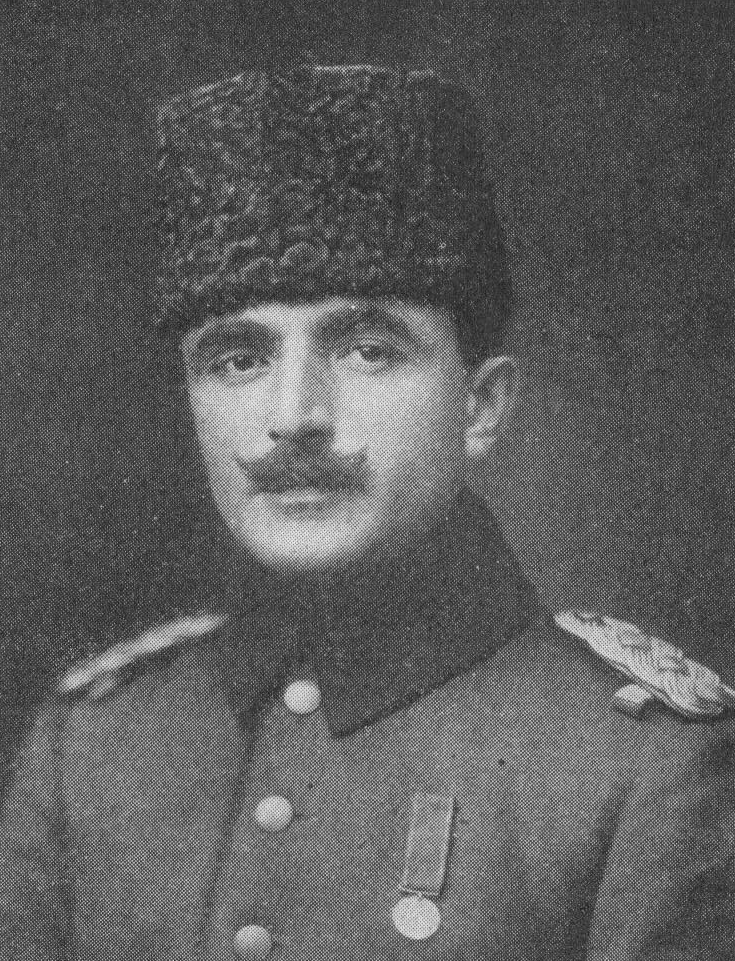
アストラハン・カルパクを着用するエンヴェル
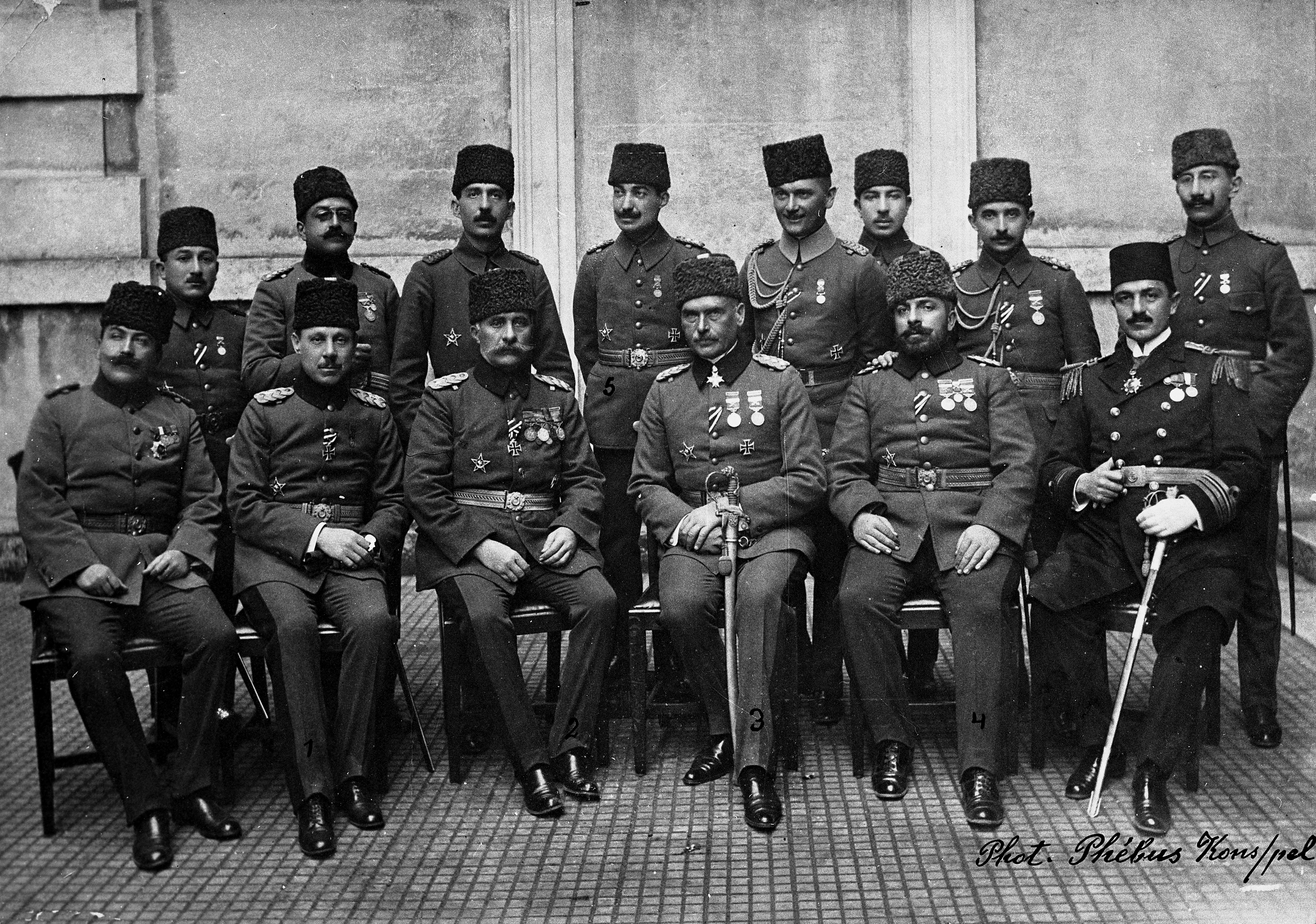
ザンデルス・パシャとオスマン軍将校
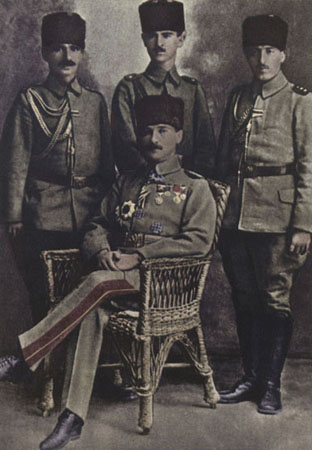
アストラハン・カルパクを着用するムスタファ・ケマル(椅子に座っている)とオスマン軍将校、1918年。
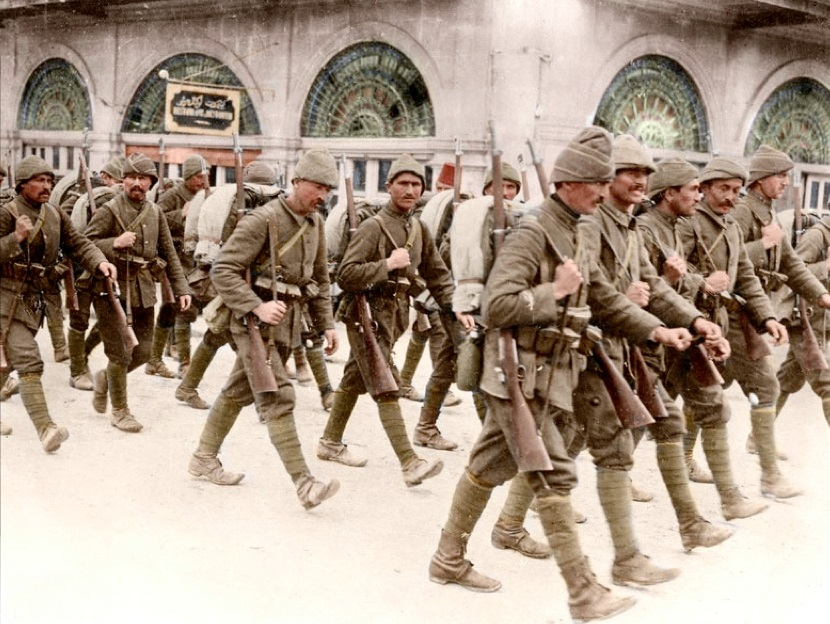
アレッポの街を行進するオスマン軍歩兵
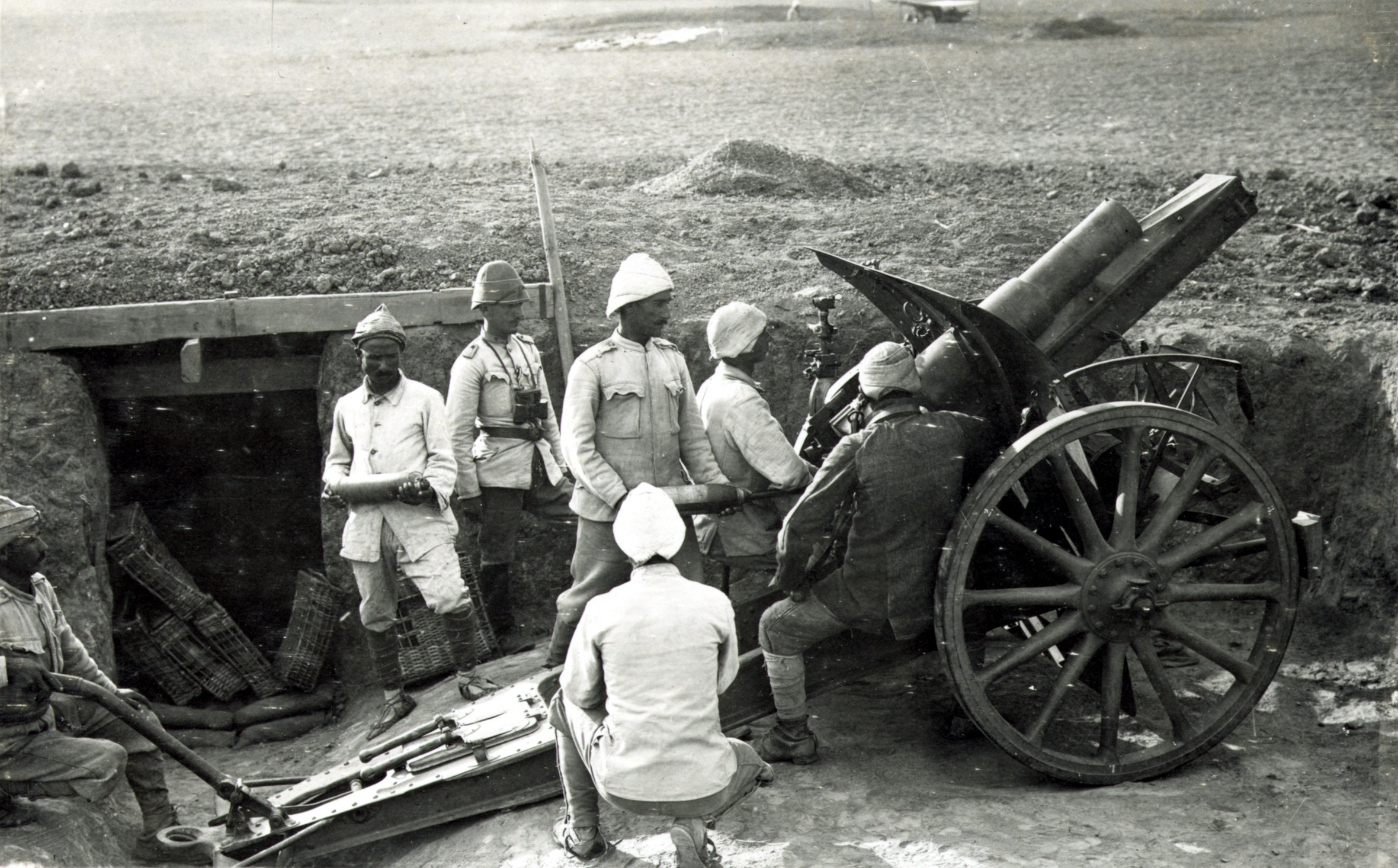
パレスティナ戦線のオスマン軍砲兵
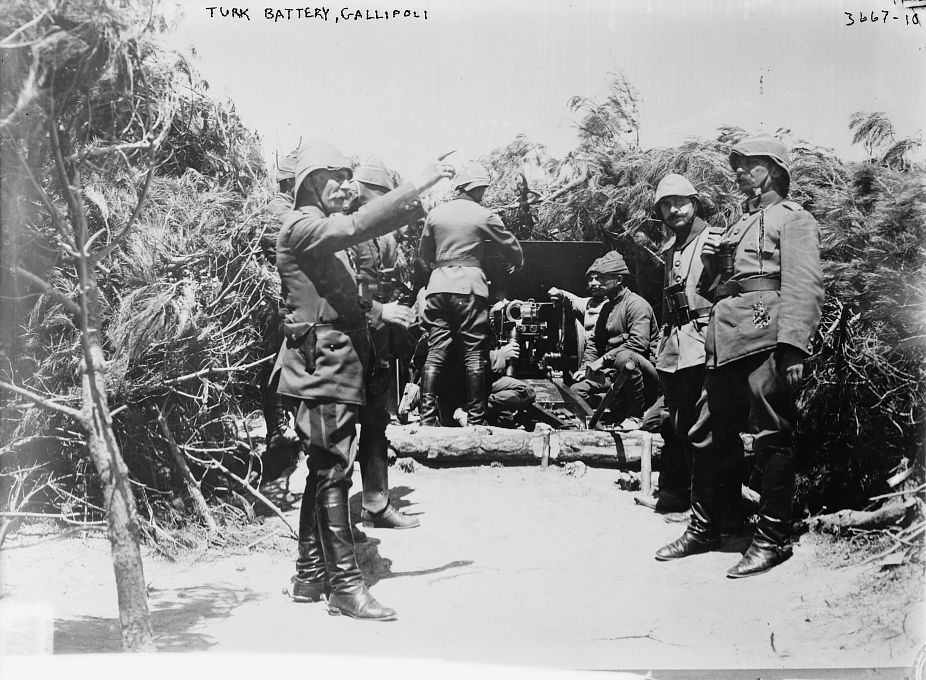
エンヴェリイェを着用するエサド・パシャ、ガリポリ戦線
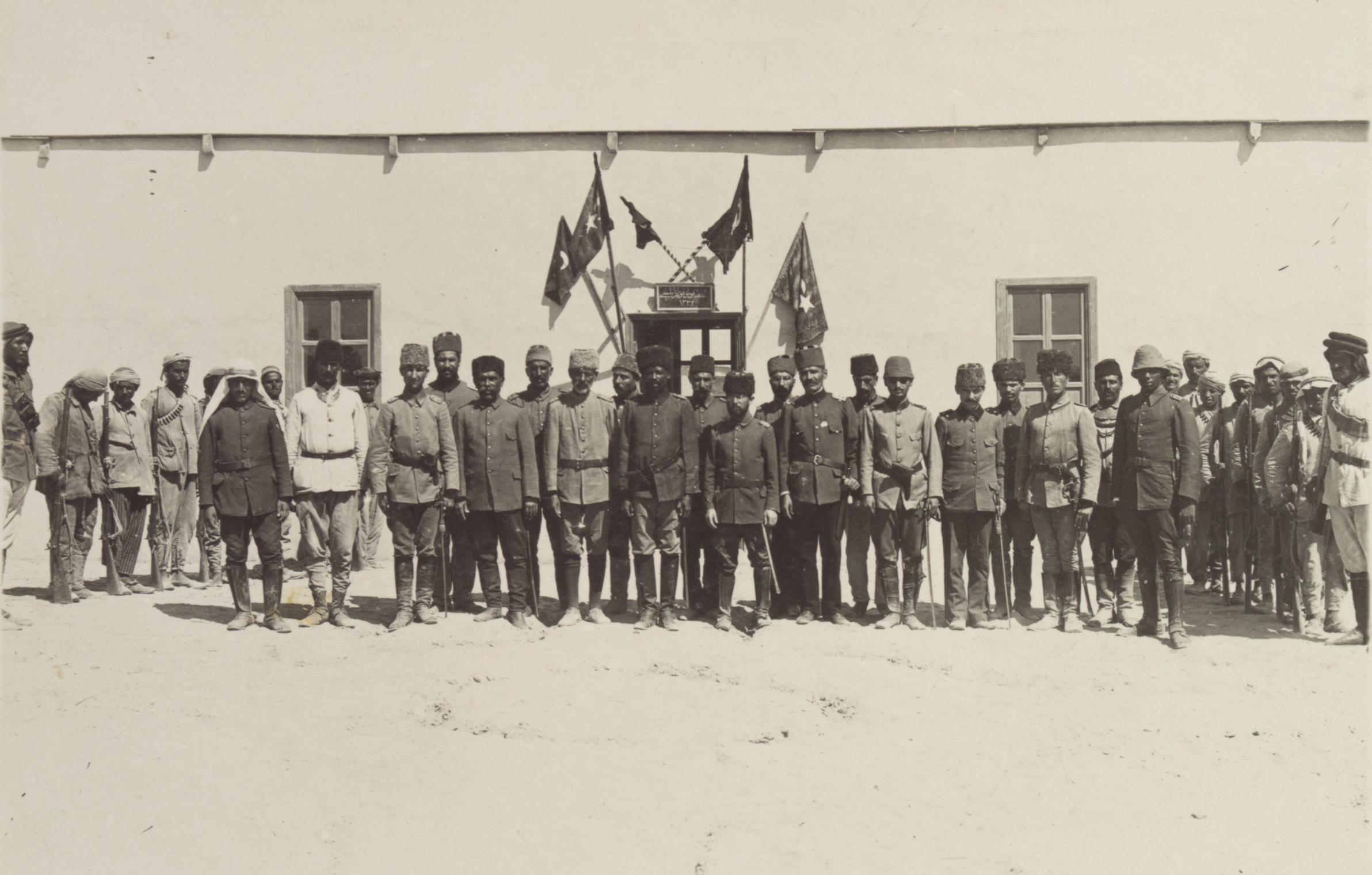
オスマン軍捕虜
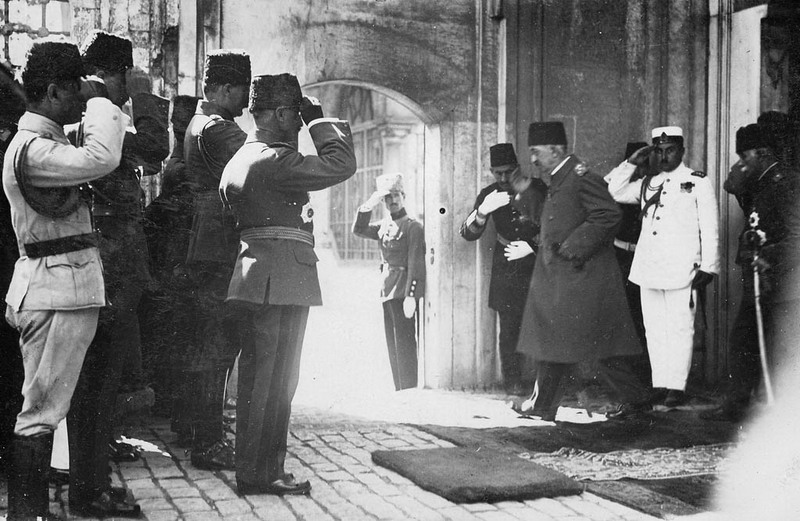
1922年11月1日の帝制廃止を受けて、ドルマバフチェ宮殿の裏口から同宮殿を後にする最後の皇帝メフメト6世と、それを見送る軍人たち。

## トルコ共和国の軍服
第一次世界大戦後、ムスタファ・ケマル・アタテュルクを指導者とするトルコ革命により、1922年にスルタン＝カリフ制が廃止されてオスマン帝国は終焉し、翌23年にトルコ共和国が成立した。このような変革にともない、かつて洋式軍制・軍服の導入にともなってターバンに取って代わる形で導入されたフェス帽は、軍服においては世界各国と共通のつばつきの軍帽に取って代わられたのである。
軍帽以外の点については、トルコ共和国の軍服は、建国当初はオスマン帝国時代末期の傾向を引き継いで、上着の折襟仕立て、肩章、長靴等にドイツ軍の影響をとどめていた。
第二次世界大戦後、西側陣営の一員としてNATOにも加盟したトルコ軍の軍服は、概ねアメリカ軍に近いものとなっている。トルコ軍の軍服の形式はソ連が崩壊し独立した後のアゼルバイジャン軍でも2000年に採用された。

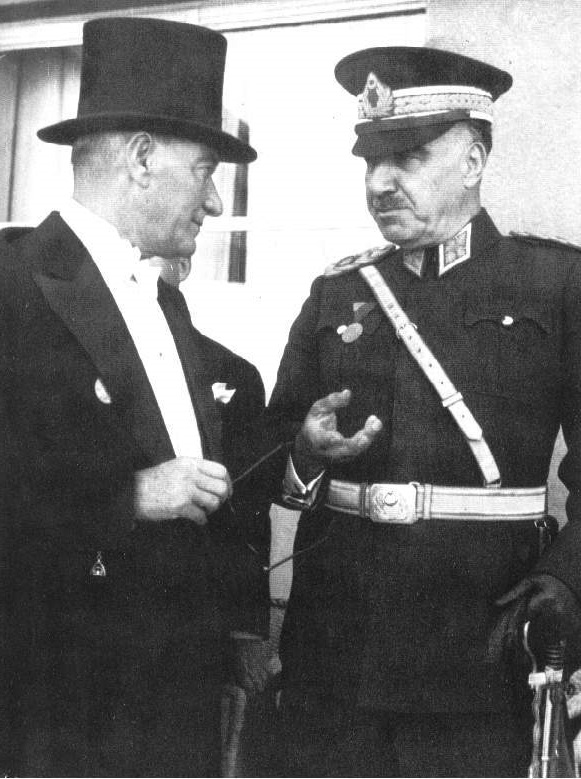
共和国成立後のケマル・アタテュルクとトルコ軍将校。フェス帽が廃止され、ケマルはシルクハット、軍人はつばつき軍帽を着用している。
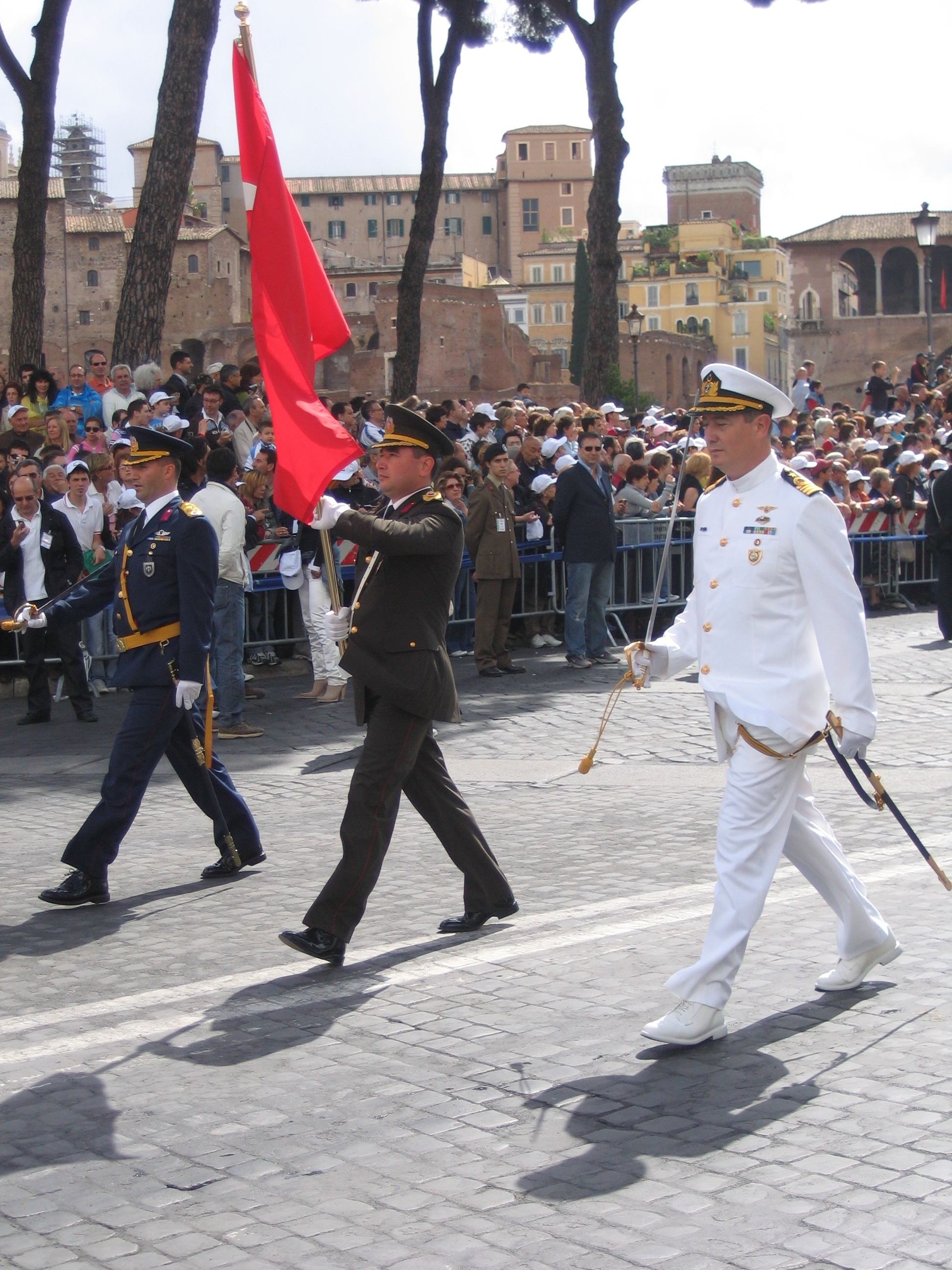
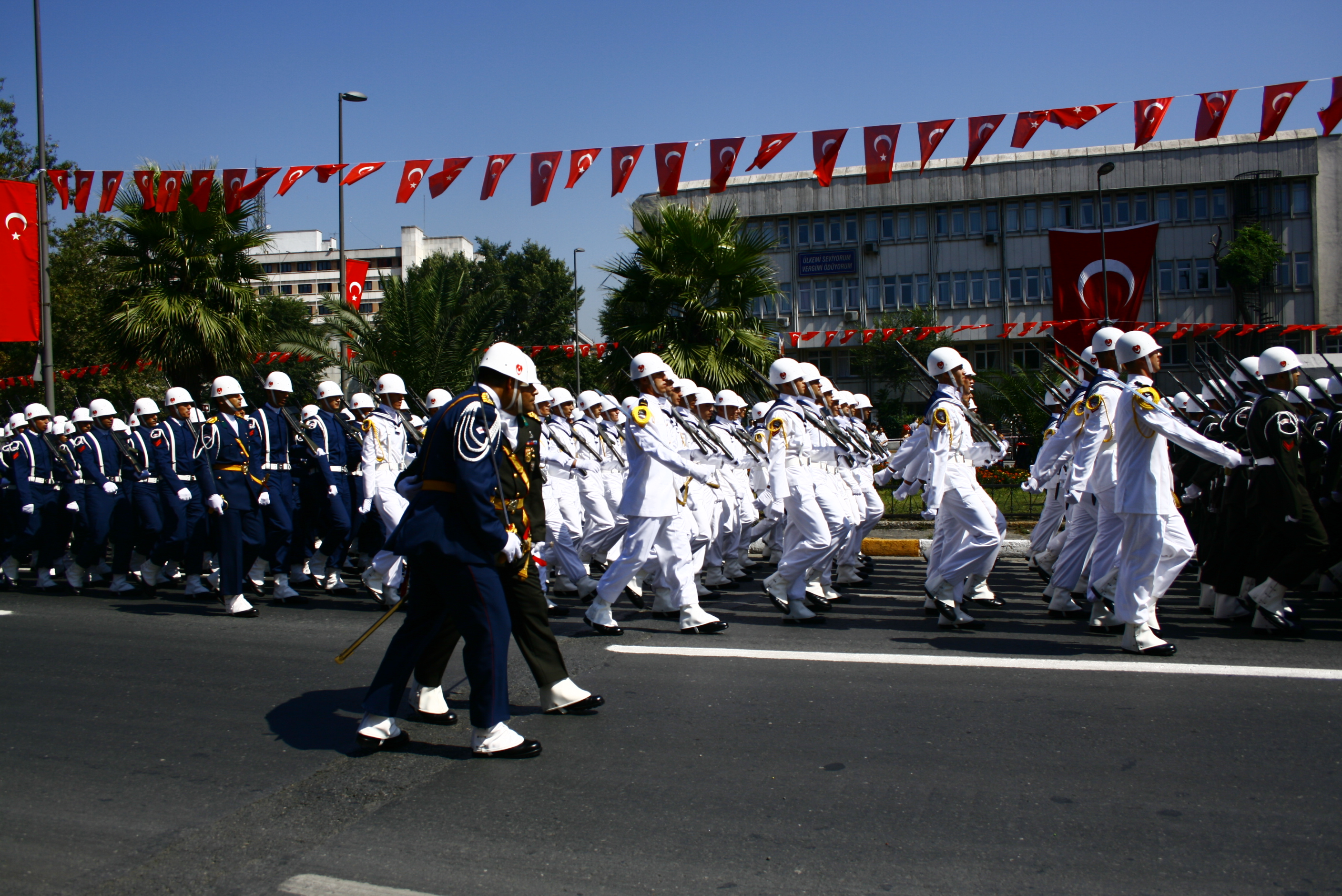
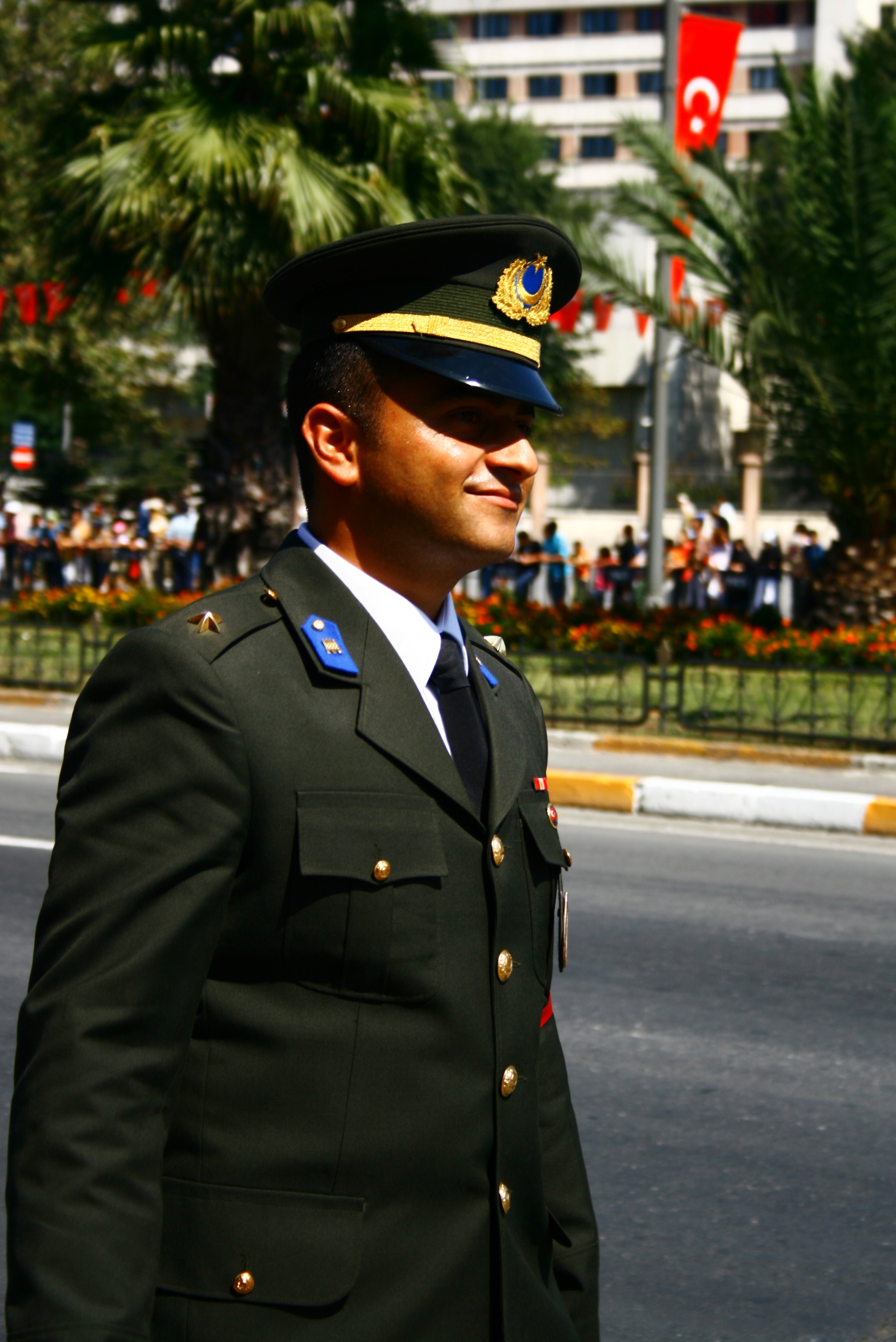
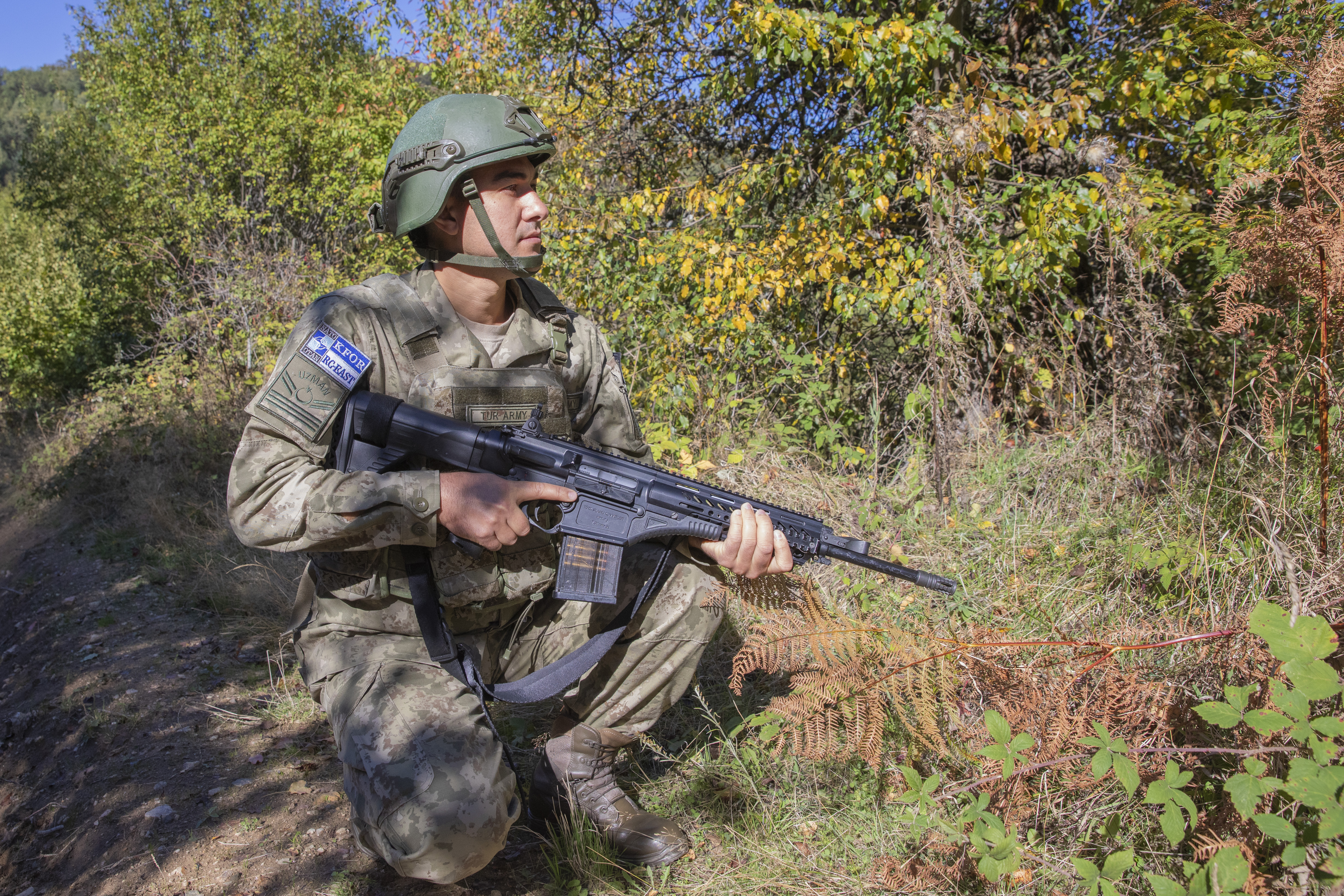

## フェス帽
上で述べたように、オスマン帝国時代に軍帽として採用されたフェス帽は、トルコ国内では革命にともなって廃止されたが、旧オスマン帝国領の国（エジプト等）や、ヨーロッパの軍隊でムスリム系住民を兵士に編成した場合（オーストリア・ハンガリー帝国、イギリスやフランスの植民地軍、ナチス･ドイツの武装親衛隊等）に、しばしば軍帽として採用された。

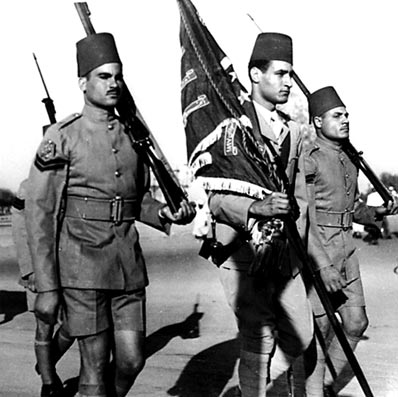
大隊旗を持つナセルとエジプト軍兵士、1940年
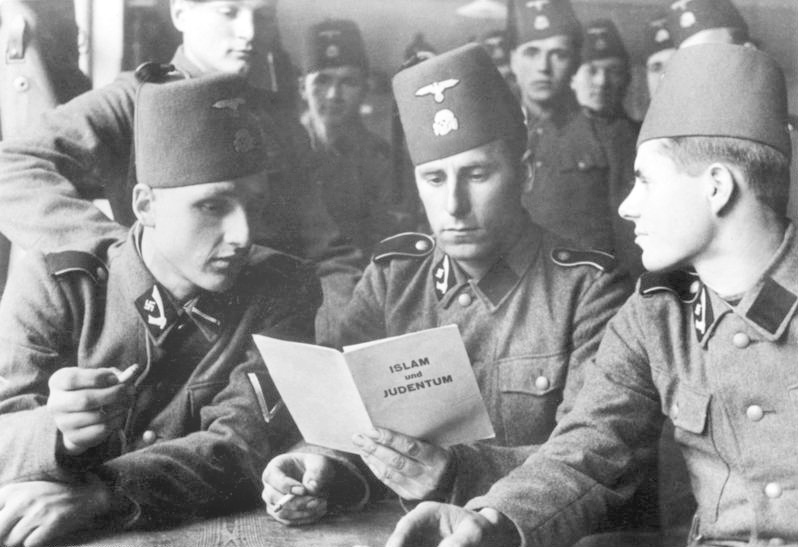
フェズを着用する第13SS武装山岳師団の将兵